# Germaine, Aisne
Germaine là một xã ở tỉnh Aisne, vùng Hauts-de-France thuộc miền bắc nước Pháp.

## Dân số
| 1962 | 1968 | 1975 | 1982 | 1990 | 1999 |
| ---- | ---- | ---- | ---- | ---- | ---- |
| 93   | 105  | 106  | 103  | 75   | 67   |